# Ruprecht II Twardy
Ruprecht II Twardy (ur. 12 maja 1325 w Ambergu, zm. 6 stycznia 1398) – książę-palatyn reński i elektor Rzeszy w 1390–1398.

## Życiorys
Syn księcia Adolfa i księżniczki Irmgard von Oettingen (1304–1399). Jego ojciec zmarł, gdy Rudolf miał dwa lata, władze w Palatynacie przejął młodszy brat Adolfa – Rudolf II. Po bezpotomnej śmierci Rudolfa II, księciem Palatynatu został trzeci brat Adolfa – Ruprecht I Wittelsbach. Ruprecht umarł bezpotomnie w 1390 roku, a jego następcą został Ruprecht II. Jednak dopiero 4 lata później potwierdził to cesarz Wacław IV Luksemburski.
W 1345 roku ożenił się z księżniczką Beatrycze Aragońską (1326-1364) córką króla Sycylii Piotra II. Para miała siedmioro dzieci:
- Anna (1346–1408) – żona księcia Bergu Wilhelma I (1346–1408), matka Beatrycze Wittelsbach (1360–1395) drugiej żony elektora Palatynatu Ruprechta I
- Fryderyk (1347–1395)
- Jan (1349–1395)
- Matylda (1351–1401)
- Ruprecht (1352–1410) – ożenił się z burgrabianką norymberską Elżbietą Hohenzollern, w 1410 roku został królem.
- Adolf (1355–1358)